# ديفيد أرنولد (ملحن)
ديفيد أرنولد (بالإنجليزية: David Arnold)‏ (و. 1962 – م) هو ملحن، ومؤلفو موسيقى تصويرية، وممثل من المملكة المتحدة. ولد في لوتن.

## أعمال بارزة
من أهم أعماله:
- The World Is Not Enough.

## جوائز
حصل على جوائز منها:
- World Soundtrack Award for Best Original Song Written Directly for a Film [الإنجليزية]‏، عن عمل: كازينو رويال (2007)
- Grammy Award for Best Score Soundtrack for Visual Media [الإنجليزية]‏ (1996).

## وصلات خارجية
- ديفيد ارنولد على موقع IMDb (الإنجليزية)
- ديفيد ارنولد على موقع ألو سيني (الفرنسية)
- ديفيد ارنولد على موقع ميوزك برينز (الإنجليزية)
- ديفيد ارنولد على موقع بوكس أوفيس موجو (الإنجليزية)
- ديفيد ارنولد على موقع قاعدة بيانات الأفلام السويدية (السويدية)
- ديفيد ارنولد على موقع أول ميوزيك (الإنجليزية)
- ديفيد ارنولد على موقع ديسكوغز (الإنجليزية)
- ديفيد ارنولد على موقع قاعدة بيانات الفيلم (الإنجليزية)
- ديفيد ارنولد على موقع كينوبويسك (الروسية)